# Laboratorio Subterráneo de Canfranc

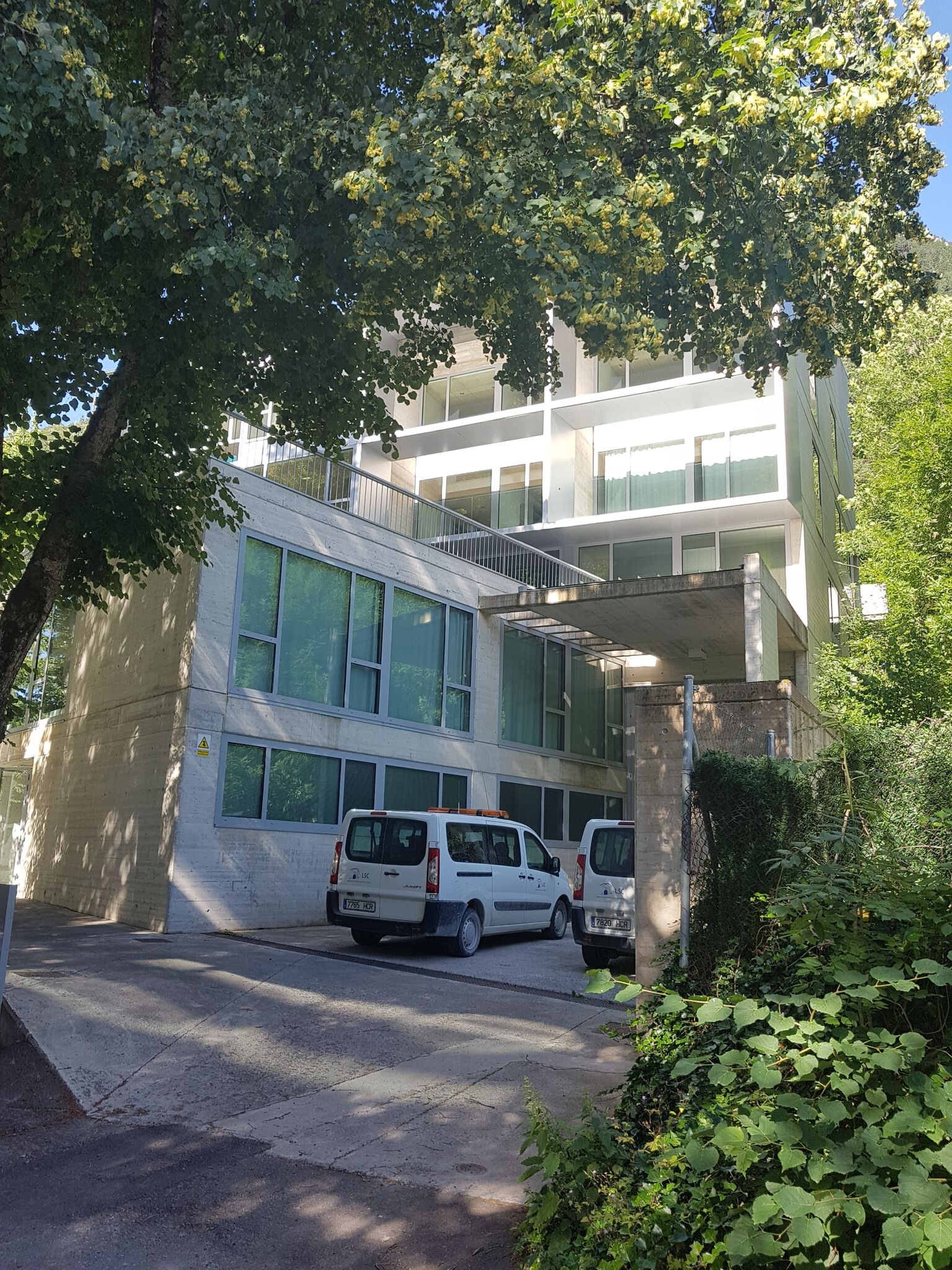
Laboratorio Subterráneo de Canfranc, edificio sede en Canfranc

El Laboratorio Subterráneo de Canfranc (LSC) es un laboratorio subterráneo a gran profundidad de primer nivel diseñado para la investigación en física de neutrinos, materia oscura y otros fenómenos inusuales en la naturaleza que requieren muy baja radioactividad ambiental para ser observados. La ubicación del LSC, a 800 metros bajo tierra, está excavada entre el túnel carretero de Somport y el antiguo túnel ferroviario, de unos 8 km, en la frontera España-Francia. Actualmente, el LSC es el segundo laboratorio a gran profundidad mayor de Europa, en estrecha colaboración con los laboratorios subterráneos más importantes en el contexto internacional: LNGS (Italia), SNOLab (Canadá) y Kamioka (Japón).
El LSC es un Consorcio compuesto por el Ministerio de Ciencia e Innovación, el Gobierno de Aragón y la Universidad de Zaragoza, que pertenece a la red nacional de las Infraestructuras Científicas y Técnicas Singulares (ICTS).

## Historia
A mitad de los años ochenta, con la intención de localizar un laboratorio subterráneo donde realizar experimentos de física nuclear y de astropartículas, el grupo de Física Nuclear y Altas Energías de la Universidad de Zaragoza, liderado por Ángel Morales, examinó el emplazamiento del túnel de ferrocarril de Canfranc. Se trataba de un emplazamiento sin ninguna infraestructura salvo la existencia de dos pequeñas salas de apenas 10 m2 cada una de ellas situadas a 780 metros de la entrada española del túnel a una profundidad de 675 metros equivalentes de agua (m.w.e). En el año 1986 se acondicionaron las dos salas que constituirían lo que posteriormente se denominó el Laboratorio 1. En 1989 se puso en marcha en la sala oeste el primer experimento del laboratorio (denominado bb-gamma): Se trataba de un experimento de búsqueda de la desintegración doble beta del 76Ge con el fin de estudiar la naturaleza y masa del neutrino.
En 1991 se instaló sobre las vías del tren un nuevo módulo prefabricado de 27 m2. Este módulo, junto con el ya existente, se emplazó en una nueva localización a 1200 metros de la entrada española (a una profundidad de 1380 m.w.e.); en este emplazamiento se acondicionó (red eléctrica, teléfono, ventilación, etc.) lo que constituyó el Laboratorio 2. En este periodo el grupo de Zaragoza dio un paso importante a nivel internacional al coliderar la colaboración IGEX. Se trataba de la búsqueda de la doble desintegración beta sin emisión de neutrinos del 76Ge utilizando detectores de germanio hiperpuro enriquecidos isotópicamente al 86% en 76Ge. En ella participaban el PNNL, la USC, el INR, además del Institute for Theoretical and Experimental Physics (ITEP, Rusia) y del Yerevan Physical Institute (Armenia).
En 1994 durante la realización de las obras del túnel de carretera del Somport, la Dirección General de Carreteras de la Secretaría de Estado de Infraestructuras y Transportes del Ministerio de Transporte ejecutó, a su cargo, las obras de excavación y adecuación de un nuevo laboratorio de 118 m2 a 2520 metros de la entrada española y una profundidad de 2450 m.w.e. En esta nueva instalación, denominada Laboratorio 3 que estaba operativa a principios de 1995 se instaló la  Fase 2 de IGEX que consistía en tres detectores de 2 kg de masa activa cada uno en un blindaje de bajo fondo consistente en 40 cm de plomo, una caja de PVC (sellada con silicona) por cuyo interior circula nitrógeno gas, 2 mm de cadmio, 40 cm de polietileno y un veto activo de centelleadores plásticos. 
Los resultados experimentales obtenidos durante estos años colocaron al Laboratorio de Canfranc en primera línea en la investigación en el campo de la física nuclear y de astropartículas. Esto fue fundamental para que los organismos competentes aprobaran hacer una ampliación del laboratorio que permitiese un nuevo salto cualitativo: el actual Laboratorio Subterráneo de Canfranc.

## Actualmente
El LSC es una ICTS multidisciplinar, con 1.600 m2 de superficie y un volumen de 10.000 m3 en el laboratorio subterráneo equipado con un número destacado de instalaciones. La infraestructura principal subterránea, denominada LAB2400, se divide en Hall A, el área experimental de mayor superficie con 600 m2 , Hall B y C y área de servicios. El resto de las infraestructuras subterráneas anexas se denominan LAB2500 y LAB780 respectivamente, según su distancia a la boca española del túnel ferroviario.
En el LSC, 22 colaboraciones nacionales e internacionales, con más de 260 científicos e ingenieros de 50 instituciones, llevan a cabo sus investigaciones en la frontera entre la física de astropartículas, la geodinámica o la biología.